# Phileris pilosus
Phileris pilosus là một loài ruồi trong họ Asilidae. Phileris pilosus được Tsacas & Weinberg miêu tả năm 1976. Loài này phân bố ở vùng Cổ Bắc giới.